# 湊成整數付費機制
湊成整數付費機制（Rounding Mechanism）或稱為湊成整數機制、湊整機制，實施的目的是為了減少最小面值硬幣所帶來的浪費。由於在市場上最小面值的硬幣流通量過低，且製造成本高於硬幣本身的價值，運輸和管理成本也很高，故部分國家提出了這項機制以控制金錢的流失，最終則報廢該最小面值硬幣。
機制是以“2進位、2退位”的方式運作，即尾數為1分、2分、6分和7分時採用退位，尾數3分、4分、8分和9分時採取進位。例如：交易總額82元2分（退位）經過整數后將是82元，82元3分（進位）在整數后則是82元5分。

## 實施國家
目前有8個國家施行或計畫施行湊成整數付費機制：
- 芬蘭
- 丹麥
- 荷蘭
- 瑞士
- 新加坡
- 澳大利亞
- 紐西蘭
- 馬來西亞（訂於2008年4月1日施行）[永久] （页面存档备份，存于）

## 報廢最小面值硬幣的國家
目前有24個國家或地區已經報廢最小面值的硬幣：
- 澳大利亞
- 比利時
- 哥斯達黎加
- 丹麥
- 厄瓜多爾
- 埃及
- 芬蘭
- 希臘
- 幾內亞比紹
- 根西島
- 印度
- 印度尼西亞
- 曼島
- 澤西島
- 澳門
- 紐西蘭
- 葡萄牙
- 西班牙
- 瑞典
- 英國
- 非洲
- 香港
- 荷蘭
- 新加坡